# سيلاس هير
سيلاس هير هو قاضي ومحامي وسياسي أمريكي، ولد في 13 نوفمبر 1827 في مقاطعة روس في الولايات المتحدة، وتوفي في 26 نوفمبر 1908 في واشنطن العاصمة في الولايات المتحدة. نشط حزبياً في الحزب الديمقراطي. وقد انتخب عضو مجلس النواب الأمريكي ‏.